# 64
64 (LXIV, na numeração romana) foi um ano bissexto do século I, do Calendário Juliano, da Era de Cristo, teve início a um domingo e terminou a uma segunda-feira, as suas letras dominicais foram A e G.
| Ano completo                       |
| ---------------------------------- |
| Ano bissexto com início ao domingo |

## Eventos
Ocorre um grande incêndio em Roma. Nero fica como principal acusado por querer aumentar a área da sua Casa Dourada. Para se livrar da culpa, coloca-a nos cristãos e passa a persegui-los. Tem-se início a primeira perseguição à Igreja praticada pelo Império Romano. É possível que o incêndio não tenha tido um causador. Roma já havia tido outros incêndios semelhantes, como o que aconteceu no período do imperador Cômodo.